# Općina Muta
Općina Muta (slo.:Občina Muta) je općina u sjevernoj Sloveniji u pokrajini Koruškoj i statističkoj regiji Koruškoj. Središte općine je naselje Muta.

## Zemljopis
Općina Muta nalazi se u sjevernom djelu Slovenije, u sjeveroistočnom dijelu pokrajine Koruške. Općina je granična s Austrijom na sjeveru. Južni dio općine je dolina rijeke Drave. Sjeverno od doline izdiže se planina Gortnska gora.
U općini vlada umjereno kontinentalna klima. Najvažniji vodotok u općini je rijeka Drava. Svi ostali vodotoci su mali i njeni su pritoci.

## Naselja u općini
Gortina, Mlake, Muta, Pernice, Sv. Jernej nad Muto, Sv. Primož nad Muto

## Vanjske poveznice
- Službena stranica općine